# Sune Spångberg
Sune Spångberg (20. května 1930 – 21. června 2012) byl švédský jazzový bubeník. Počátkem šedesátých let hrál s Budem Powellem a Torbjörnem Hultcrantzem. Toto trio spolu později nahrálo několik alb. V letech 1970-1991 byl členem skupiny Iskra. Spolupracoval také například s Albertem Aylerem. Své poslední studiové album s názvem Surviving vydal v roce 2009 a krátce před svou smrtí nahrál koncertní album Liberté, égalité, humanité.